# پرده‌نشینی

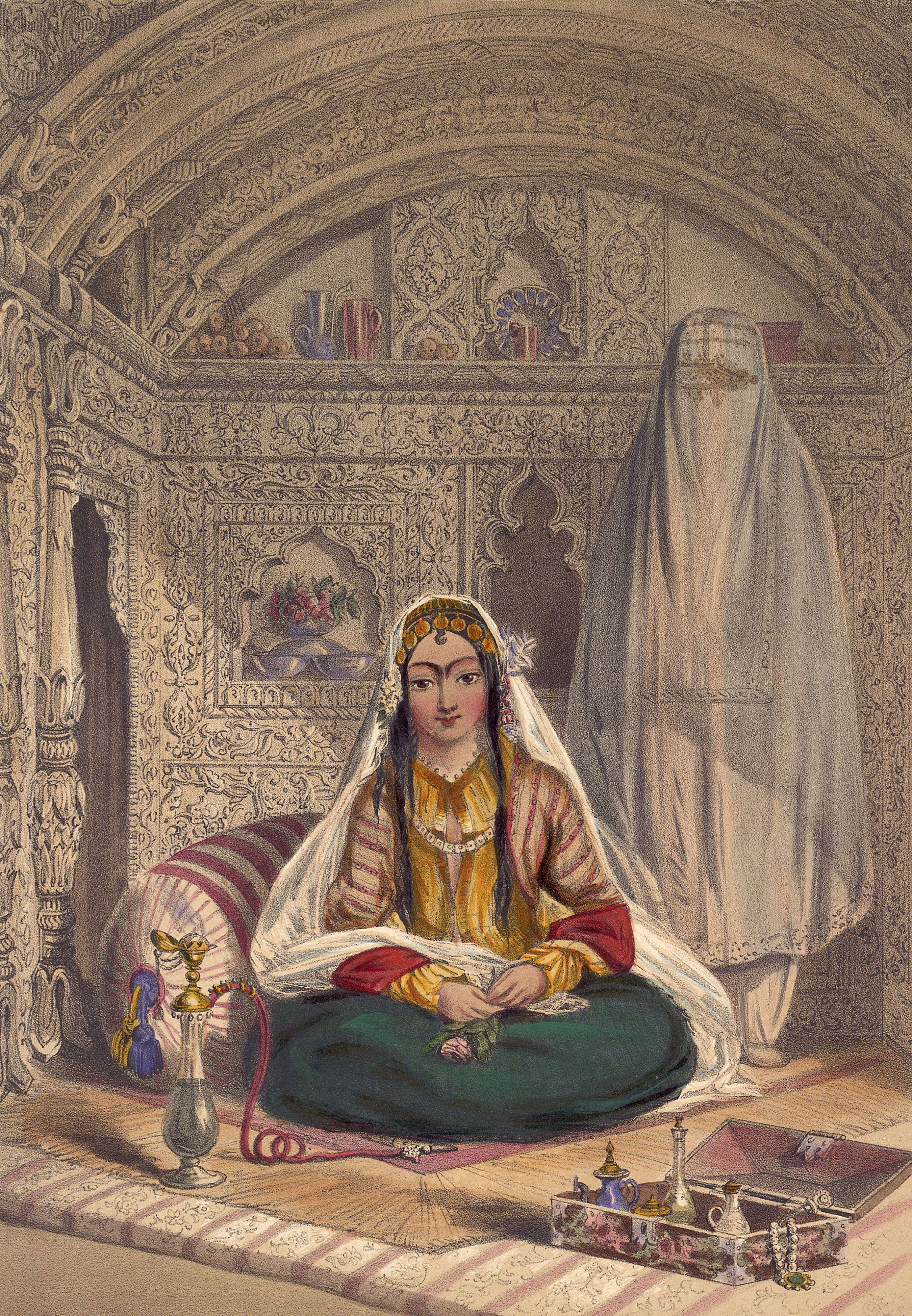
زنان کابل (سنگ نگاره ۱۸۴۸، اثر جیمز رتری) که برداشتن پرده را در مناطق زنانه نشان می‌دهد - مجموعه دفتر شرقی و هند، کتابخانه بریتانیا

پرده‌نشینی یا پرده‌کردن کردار دینی و اجتماعی گوشه‌نشینی زنان است که در میان برخی از جوامع مسلمان و هندو به دو صورت رایج است: تفکیک جنسی مردان و زنان و الزام زنان به پوشاندن بدن خود به گونه‌ای که پوست خود را بپوشاند و پیکر خود را پنهان کند. به زنان در پرده، پرده‌نشین گویند.
اعمالی که تحرک و رفتار زنان را محدود می‌کرد از زمان‌های قدیم در هند وجود داشت و با ورود اسلام تشدید شد. در قرن نوزدهم پرده‌کردن در میان نخبگان هندو مرسوم شد. پرده‌کردن به‌طور سنتی از سوی زنان طبقه پایین‌تر رعایت نمی‌شد. تفکیک فیزیکی در ساختمان‌ها با استفاده از دیوارها و پرده‌ها انجام می‌شود. کناره‌گیری یک زن از پرده معمولاً فعالیت‌های شخصی، اجتماعی و اقتصادی او را در خارج از خانه محدود می‌کند. لباس معمولی پرده‌کردن برقع یا چادری است که ممکن است شامل یشمک، حجابی برای پوشاندن صورت باشد. چشم‌ها ممکن است در معرض دید قرار بگیرند. پرده‌کردن در زمان طالبان در افغانستان به شدت رعایت می‌شود، زیرا زنان باید در همه زمان‌هایی که در انظار عمومی هستند، پرده کامل را رعایت کنند. فقط اعضای مرد نزدیک خانواده و سایر زنان مجاز به دیدن آنها در خارج از پرده هستند. در جوامع دیگر، پرده‌کردن اغلب فقط در زمان‌های خاصی از اهمیت مذهبی انجام می‌شود. زنان هندوی متأهل در بخش‌هایی از شمال هند، پرده را می‌گذرانند و برخی از زنان در حضور مردان مسن‌تر در کنار همسرانشان، غونغات می‌پوشند. برخی از زنان مسلمان با پوشیدن برقع، پرده را برگزار می‌کنند. دوپاتا حجابی است که زنان مسلمان و هندو اغلب هنگام ورود به عبادتگاه مذهبی از آن استفاده می‌کنند. این رسم توسط زنان هندو در جاهای دیگر هند رعایت نمی‌شود.

## در آیین اسلام
در تاریخ اسلام، آیه ۵۳ احزاب دربارهٔ زنان پیامبر اسلام به‌واسطهٔ روایات و احادیث مرتبط، دست‌آویزی برای پرده‌نشینی همهٔ زنان بوده است؛ به گونه‌ای که علاوه بر تمام بدن زن، صدای او نیز عورت شمرده می‌شد. در نتیجه زنان جز در موارد استثنایی همچون بیماری و گواهی دادن در دادگاه، حتی اجازهٔ بیرون رفتن از خانه را نیز نداشتند. روی هم رفته، محور اصلی بحث فقها نه پوشش، بلکه خانه‌نشینی زنان بوده و به همین دلیل در کتب فقهی، پوشش زنان در ذیل مباحث نماز و نکاح مطرح شده است.

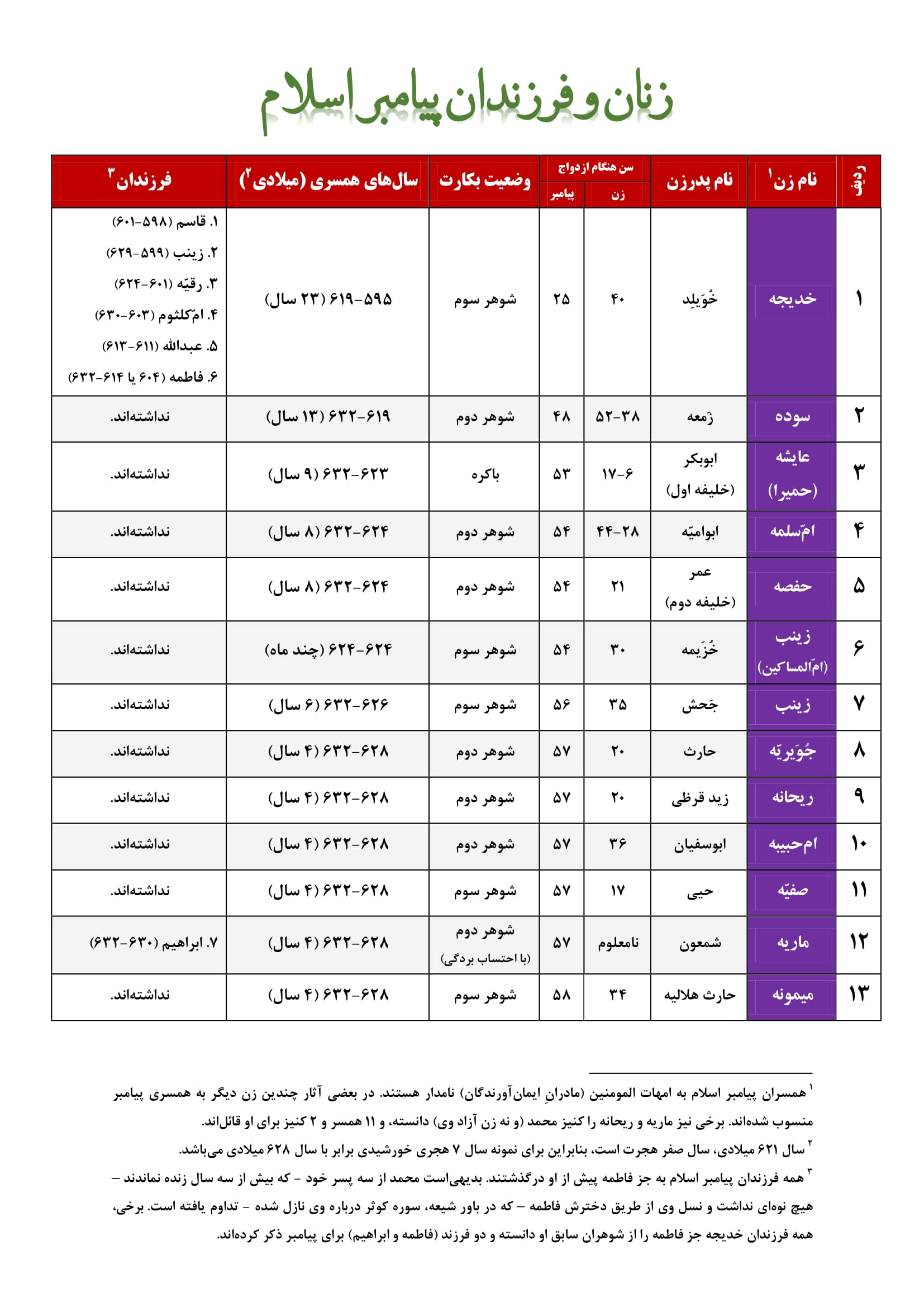
شناس‌نامهٔ زنان و فرزندان پیامبر اسلام

بعضی از محققان بر این باورند که پرده‌نشینی و غلظت حجاب در اسلام حاصل این انگارهٔ پذیرفته‌شده در تمدن‌های بزرگ آن عصر است که پوشش هرچه بیشترِ تن را نماد برتری اجتماعی و فرهنگی و مالی می‌دانستند. به‌ویژه در آیین‌های زرتشتی و یهودی برای پنهان‌سازی و نگهبانی از زنان و حتی تشخص و برتری دادن زنان همدین خود بر دیگران می‌کوشیدند چنان‌که پلوتارْک (زادهٔ ۴۶ میلادی) در روایت گریز تِمیستوکلِس در شمایل زنی ایرانی، به آیین ایرانیان در دور نگه داشتن زنان از چشم دیگران اشاره کرده است.

### آیهٔ ۵۳ سورهٔ احزاب
ای کسانی که ایمان آوردید به خانه‌های پیامبر داخل نشوید مگر آنکه به شما برای خوراکی اذن داده شود بدونِ آنکه به جای آن بنگرید [پیگیرِ آماده شدنِ غذا نباشید.] ولی چنانچه خوانده شدید، درآیید و هرگاه خوردید پراکنده گردید و نه اینکه به گفتاری دمخور شوید. همانا این کار پیامبر را آزار می‌دهد اما او از شما حیا می‌کند و خدا از حقیقت حیا نمی‌کند. و هرگاه کالایی از آنان [زنانِ پیامبر] بخواهید، از پشتِ حجاب (پرده) بخواهید، این پاک‌تر است برای دل‌هایتان و دل‌هایشان. و نرسد شما را که فرستادهٔ خدا را آزار دهید، و نه آنکه هیچگاه با همسرانش پس از او، نکاح کنید. همانا این کار نزدِ خدا بزرگ است. (۵۳)

### حجاب (پرده)
تا پیش از عصر اخیر، حجاب عمدتاً در معنای قرآنی آن یعنی پرده به کار می‌رفت که هفت بار در قرآن آمده است:
- «پس [سلیمان] گفت: به راستی که من مِهرِ اسب‌ها را از یادِ پروردگارم دوست‌تر داشتم تا آنکه [خورشید] در حجاب شد [و اسبان از دیدگانش پنهان شدند.]» (ص/۳۲)[۱۳]
- «و هیچ بشری را نرسد که خدا با وی سخن گوید مگر به وحی یا از پشتِ حجاب یا فرستاده‌ای فرستد که به اذنِ خداوند وحی کند هر چه او خواهد، و او والای سنجیده‌کار است.» (شوریٰ/۵۱)[۱۴]
- «پس [مریم] حجابی میانِ خود و دیگران آویخت. سپس روحِ خود را به سوی وی فرستادیم که برای او در بشری راست‌اندام پدیدار شد.» (مریم/۱۷)[۱۵]
- «و هر گاه قرآن خوانی، حجابی ناپیدا می‌آویزیم میان تو و کسانی که به آخرت ایمان نمی‌آورند.» (اسرا/۴۵)[۱۶]
- «…و میان ما [کافران] و تو [پیامبر] حجابی آویخته شده است…» (فُصِّلَت/۵)[۱۷]
- «و میان آن‌ها [بهشتیان و دوزخیان] حجابی آویخته شده است…» (اعراف/۴۶)[۱۸]
- «…هرگاه کالایی از آنان [زنان پیامبر] بخواهید، از پشتِ حجاب بخواهید…» (احزاب/۵۳)

عارفان نیز حجاب را در معنای پرده به کار می‌بردند:
- مِی خور که صد گناه ز اَغیار در حجاب / بهتر ز طاعتی که به روی و ریا کنند (حافظ)
- گرچه حجاب تو برون از حد است / هیچ حجابیت چو پندار نیست / پردهٔ پندار بسوز و بدانک / در دو جهانت بِه از این کار نیست (عطار)[۱۹]

و علی‌الخصوص فقیهان برای پوشش اسلامی از کلمهٔ «سِتر» و اصطلاحات «سَترِ صَلاتی» و «سَتر غیرِصلاتی» بهره می‌بردند و تا دورهٔ معاصر، واژهٔ حجاب برای زنان در اشاره به پرده‌نشینی استعمال می‌شد.

### مخاطب آیات
چنان‌که از ظاهر آیات پیداست مخاطب این عبارات، مردان مهمان در خانهٔ محمد است. فقهای معاصر در ایران معمولاً از پرده‌نشینی زنان عدول کرده و تفسیری محدود از آن ارائه کرده‌اند. در تفسیر نمونه اثر مکارم شیرازی آمده است:
منظور از حجاب در این آیه پوششِ زنان نیست، بلکه حکمی اضافه بر آن است که مخصوصِ همسرانِ پیامبر ص بوده و آن اینکه مردم موظف بودند به خاطرِ شرایطِ خاصِ همسرانِ پیامبر ص هرگاه می‌خواهند چیزی از آنان بگیرند از پشتِ پرده باشد، و آنها حتی با پوششِ اسلامی در برابرِ مردم در این‌گونه موارد ظاهر نشوند، البته این حکم دربارهٔ زنانِ دیگر وارد نشده، و در آنها تنها رعایتِ پوشش کافی است. [...] بنابراین اسلام به زنانِ مسلمان دستورِ پرده‌نشینی نداده، و تعبیرِ پردگیان در موردِ زنان و تعبیراتی شبیه به این جنبهٔ اسلامی ندارد.

## در آیین هندو

### ریشه‌های پیش از اسلام
با ورود اسلام به هند، پرده‌کردن به یک رسم مرسوم جوامع هندو و نخبگان طبقه بالا در سراسر هند تبدیل شد.
اگرچه پرده معمولاً با اسلام مرتبط است، بسیاری از محققان استدلال می‌کنند که حجاب و منزوی کردن زنان پیش از اسلام معمول بود. این اعمال معمولاً در میان گروه‌های مختلف در خاورمیانه مانند جوامع دروزی، مسیحی و یهودی یافت می‌شد. به عنوان مثال، روبنده در عربستان قبل از اسلام وجود داشت و تحرک زنان طبقات بالا در امپراتوری‌های بابل، ایران و بیزانس قبل از ظهور اسلام محدود بود. مورخان معتقدند که پرده‌کردن توسط مسلمانان در طول گسترش امپراتوری عربی به عراق امروزی در قرن هفتم پس از میلاد بدست آمد و اسلام صرفاً اهمیت مذهبی را به اعمال محلی موجود در آن زمان اضافه کرد.

### تاریخ پس از اسلام
فرمانروایی مسلمانان شمال هند در طول امپراتوری مغول بر هندوئیسم تأثیر گذاشت و پرده‌کردن به طبقات بالای هندو در شمال هند گسترش یافت. گسترش پرده در خارج از جامعه مسلمانان را می‌توان به گرایش طبقات مرفه به بازتاب رویه‌های اجتماعی اشراف نسبت داد. زنان فقیر پرده را رعایت نمی‌کردند. زنان طبقه پایین در روستاهای کوچک اغلب در مزارع کار می‌کردند و بنابراین نمی‌توانستند کار خود را کنار بگذارند. در طول دوره استعمار بریتانیا در هند، رعایت پرده در میان اقلیت مسلمان بسیار رایج بود و به شدت رعایت می‌شد.
در دوران معاصر، حجاب و منزوی کردن زنان هنوز در کشورهای عمدتاً اسلامی، جوامع و کشورهای جنوب آسیا وجود دارد. با این حال، این عمل یکپارچه نیست. پرده‌کردن بسته به منطقه، زمان، وضعیت اجتماعی-اقتصادی و فرهنگ محلی اَشکال و اهمیت متفاوتی دارد. این امر معمولاً در برخی از جوامع مسلمان در افغانستان و پاکستان همراه با عربستان سعودی مرتبط است. پرده‌کردن اخیراً در شمال نیجریه، به ویژه در مناطقی که تحت تأثیر قیام بوکوحرام قرار گرفته‌اند، پذیرفته شده است. همچنین توسط قبایل راجپوت هند و پاکستان به عنوان یک عمل اجتماعی بدون توجه به مذهب مشاهده می‌شود.

## نقدها

### پرده‌نشینی به عنوان محافظت
برخی از محققان استدلال می‌کنند که پرده‌کردن در اصل برای محافظت از زنان در برابر آزار و اذیت و دیده شدن به عنوان اشیای جنسی طراحی شده است. در دوران معاصر، برخی از مردان و زنان هنوز پرده را به عنوان راهی برای محافظت از ایمنی زنان در حین حرکت در حوزه عمومی تفسیر می‌کنند. رعایت پرده نیز به عنوان راهی برای حفظ شرافت و رفتار با فضیلت زنان تلقی می‌شود. با این حال، منتقدان خاطرنشان می‌کنند که این دیدگاه باعث سرزنش قربانی شده و مسئولیت جلوگیری از تجاوز جنسی را بر عهده زنان تا خود مجرمان می‌گذارد.

### پرده به مثابه ستم
پرده‌کردن بارها به‌واسطهٔ سرکوب زنان از طریق محدود کردن خودمختاری آنان، آزادی حرکت و دسترسی به منابعی مانند آموزش، اشتغال و مشارکت سیاسی مورد انتقاد قرار گرفته است. برخی از پژوهشگران مانند پی سینگ و روی، پرده‌کردن را نوعی تسلط مردانه در حوزه عمومی و «کسوف هویت و فردیت زن مسلمان» تفسیر می‌کنند. به گفته محققانی مانند الیزابت وایت، «پرده‌کردن تطبیق و وسیله‌ای برای تداوم تفاوت‌های درک‌شده بین جنسیت‌ها است: مرد متکی به خود و پرخاشگر، زن ضعیف، غیرمسئول و نیازمند حمایت». جرالدین بوکز می‌نویسد: «در هر دو مورد [جدایی فضایی و حجاب]، از زنان انتظار می‌رود که آسایش و آزادی خود را یا برای سرکوب یا برای تحریک میل جنسی مردانه فدای الزامات جنسیت مردانه کنند».
هنگامی که پرده‌کردن در قوانین نهادینه می‌شود، فرصت، استقلال و اختیار را در زندگی خصوصی و عمومی محدود می‌کند. نتیجهٔ آن سیاست‌هایی است که همان هنجارهای فرهنگی را تقویت می‌کند تا تحرک زنان را در حوزهٔ عمومی محدود کند و تفکیک جنسیتی و نهادینه‌کردن تفاوت‌های جنسیتی در آن ترویج داده می‌شود.
گاهی اوقات واکنش‌ها به پیروی از پرده‌کردن می‌تواند خشن باشد. برای مثال، در سال ۲۰۰۱ در سرینگر هند، چهار زن جوان مسلمان به دلیل عدم حجاب در انظار عمومی قربانی اسیدپاشی شدند. تهدیدها و حملات مشابهی در پاکستان و کشمیر رخ داده است.

### پرده به عنوان توانمندسازی
احیای پرده در دوران مدرن گاهی اوقات به عنوان بیانیه‌ای برای روابط جنسی مترقی تلقی می‌شود. برخی از زنان به عنوان نمادی برای محافظت و آزادی تحرک، روبند و پوشش سر می‌پوشند. آنها پرده‌کردن را ابزاری توانمند می‌دانند تا از حقوق خود برای دسترسی به فضای عمومی برای آموزش و استقلال اقتصادی استفاده کنند. به عنوان مثال، در روستاهای بنگلادش، زنانی که برقع می‌پوشند از مشارکت اجتماعی و دیده شدن بالاتری برخوردار بودند که به‌طور کلی به افزایش موقعیت زنان کمک می‌کند.

## در فرهنگ و رسانه

### کتاب‌ها
«زنان منزوی» انتقادی از سیستم پرده‌کردن توسط اولین فمینیست مسلمان و اصلاح طلب اجتماعی بنگالی، رقیه سخاوت حسین (۱۸۸۰–۱۹۳۲) است. رویای سلطانه یک داستان آرمان‌شهر فمینیستی در سال ۱۹۰۵ است که توسط رقیه سخاوت حسین نوشته شده است و یک آرمان‌شهر فمینیستی (به نام لیدی‌لند) را در آیینه‌ای از رویه سنتی پرده‌کردن به تصویر می‌کشد که در آن زنان همه چیز را اداره می‌کنند و مردان منزوی هستند. کلیشه‌های سنتی مانند «مردها مغزهای بزرگ‌تری دارند» و زنان «به‌طور طبیعی ضعیف هستند» در رویای سلطانه با منطقی مانند «فیل هم مغز بزرگ‌تر و سنگین‌تری دارد» و «شیر از مرد قوی‌تر است» مقابله می‌کند، اما هیچ‌کدام از آنها بر مردان مسلط نیستند.

## مطالعهٔ بیشتر
- Bauman, Chad M (2008). "Redeeming Indian" Christian" Womanhood?: Missionaries, Dalits, and Agency in Colonial India". Journal of Feminist Studies in Religion. 24 (2): 5–27. doi:10.2979/fsr.2008.24.2.5.
- دکتر انوج. فرهنگ سیستم نئوپوردا. (The Neo Purdah System Culture) https://www.relationstheweb.com/neo-purdah-system-culture/
- چادری، پرم. زنان محجبه: تغییر معادلات جنسیتی در روستایی هاریانا، (The veiled women: Shifting gender equations in rural Haryana) 1880-1990 (دهلی: انتشارات دانشگاه آکسفورد، ۱۹۹۴)
- لمب، سارا. ساری سفید و انبه شیرین: پیری، جنسیت و بدن در شمال هند (White saris and sweet mangoes: Aging, gender, and body in North India) (انتشارات دانشگاه کالیفرنیا، ۲۰۰۰)
- مینتورن، لی. دختران سیتا: بیرون آمدن از پرده‌کردن: بازدید مجدد از زنان راجپوت خالاپور (Sita's daughters: Coming out of purdah: The Rajput women of Khalapur revisited) (انتشارات دانشگاه آکسفورد، ۱۹۹۳)
- ناندا، بال رام، ویرایش. زنان هندی: از پرده‌کردن تا مدرنیته (Indian Women: From Purdah to Modernity) (استوسیوس گنجانده شده/بخش کتابهای ظهور، ۱۹۹۰.)
- ویاس، سوگاندا راوات و پرادیپ کومار. "از دوره سلطنت تا به امروز: برآورد نقش و جایگاه زنان مسلمان در هند." (From Sultanate Period Till Date: An Estimate Of Role and Status of Muslim Women in India) مجله تحقیقات هند (2014) 2#3 pp: ۹–۱۴.

### تاریخ‌نگاری
- جانسون، هلن. «Purdah» در راهنمای خوانندگان مطالعات زنان (Readers Guide to Women's Studies) از النور بی آمیکو، (۱۹۹۸) صفحه ۴۸۴–۴۸۵